# Stranjani
Stranjani – wieś w Bośni i Hercegowinie, w Federacji Bośni i Hercegowiny, w kantonie zenicko-dobojskim, w mieście Zenica. W 2013 roku liczyła 1353 mieszkańców, z czego większość stanowili Boszniacy.